# Brun björnblomfluga
Brun björnblomfluga (Arctophila superbiens) är en tvåvingeart som först beskrevs av Müller 1776.  Brun björnblomfluga ingår i släktet björnblomflugor, och familjen blomflugor. Arten är reproducerande i Sverige.

## Bildgalleri

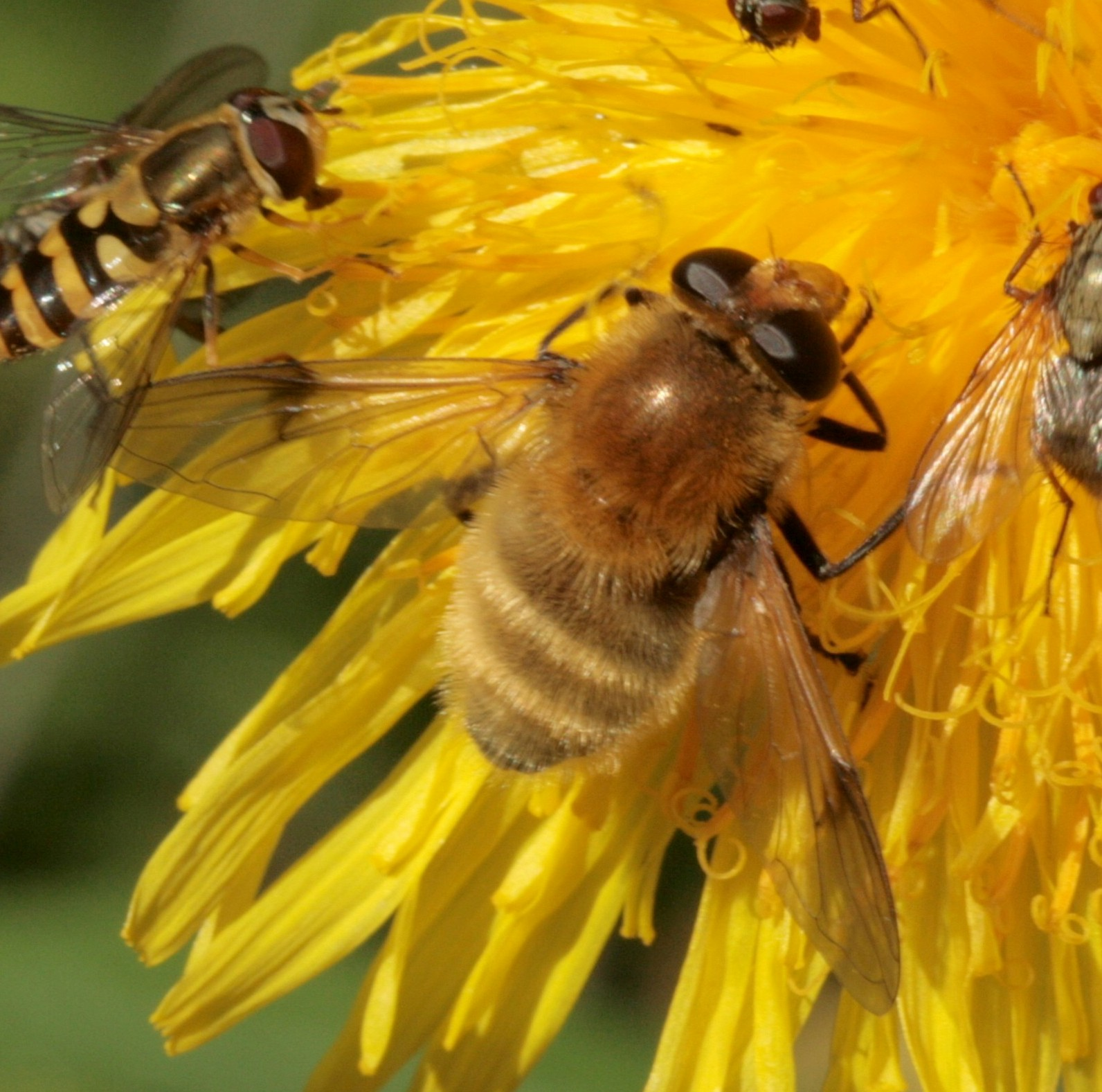
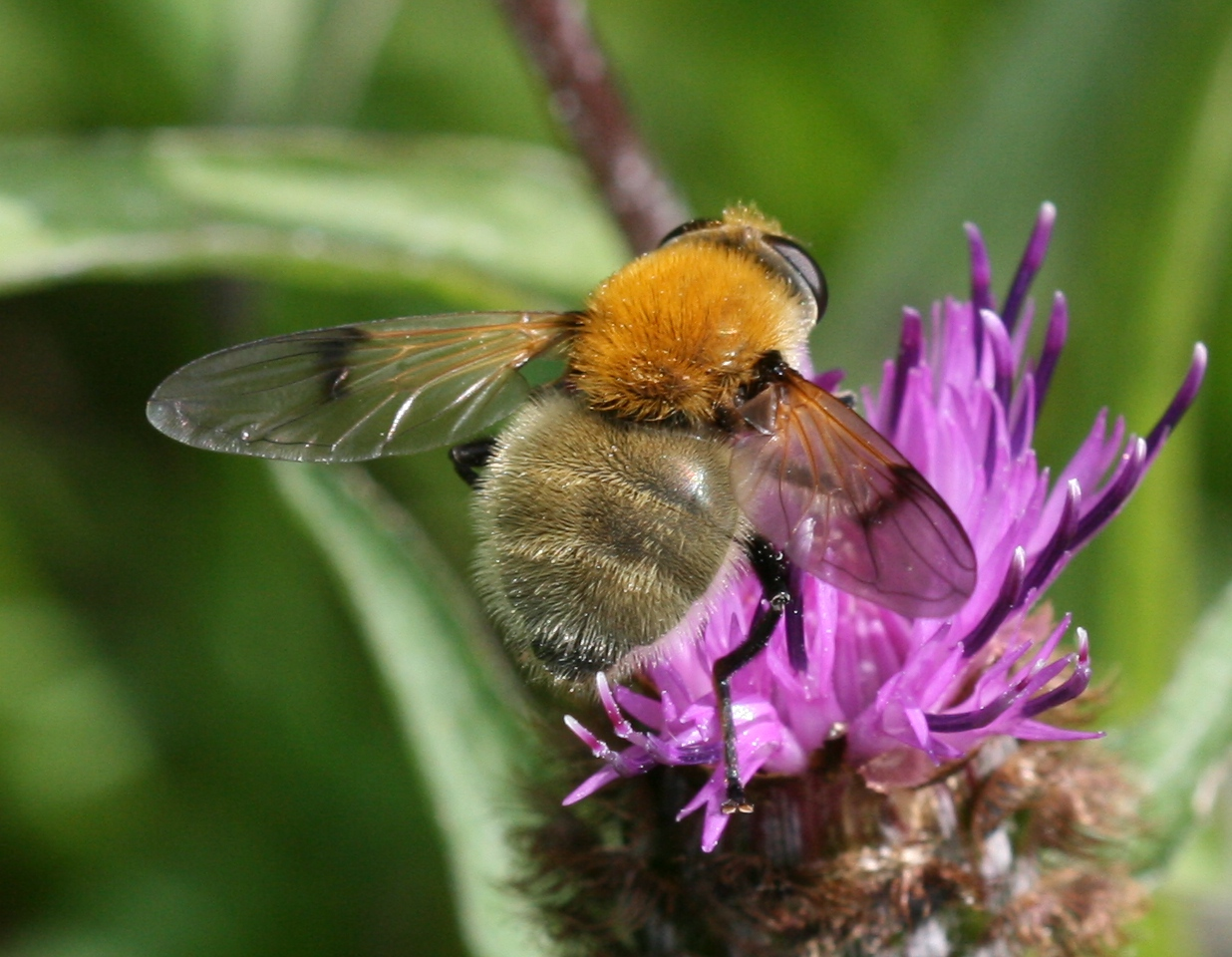
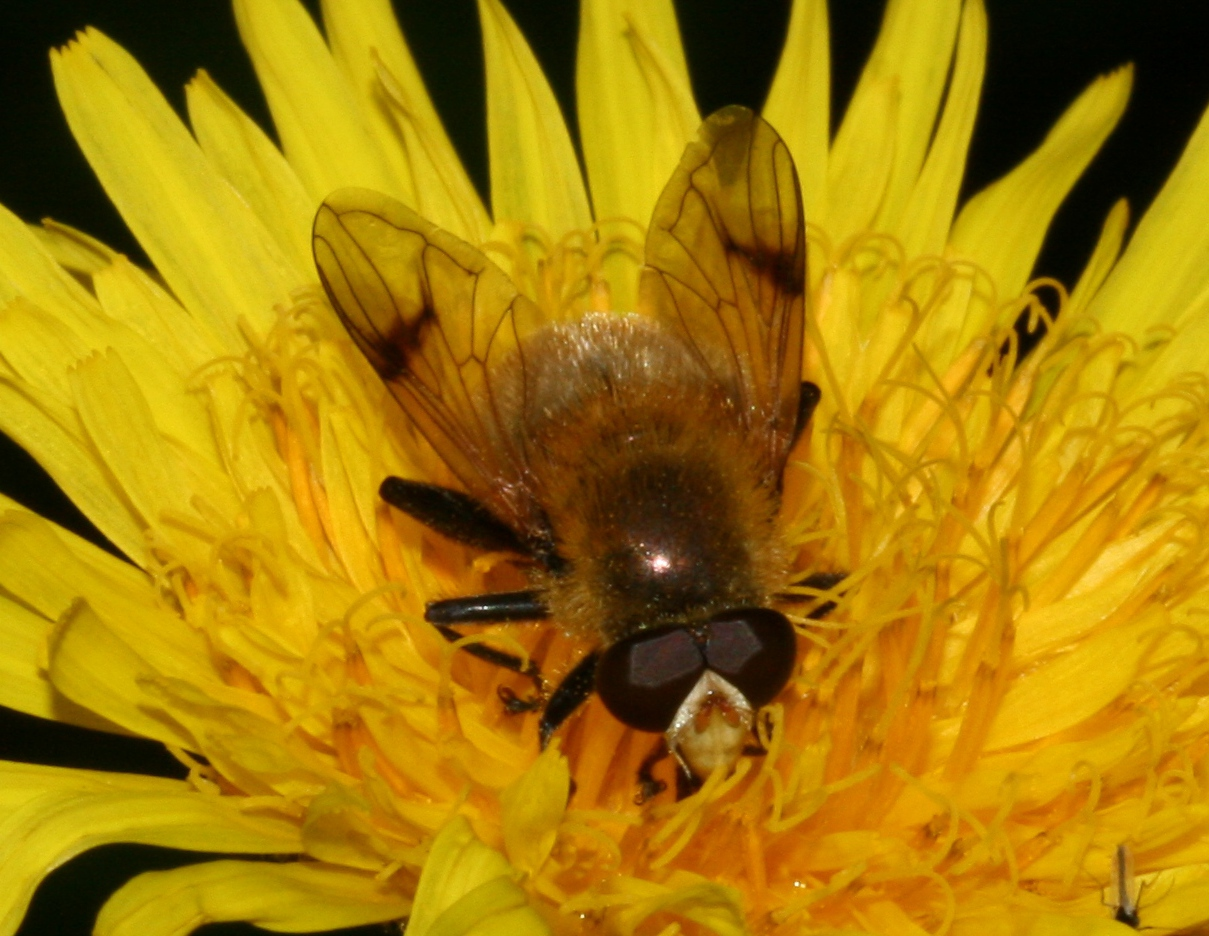